# Hadramawt
Lo Hadramawt o Hadramaut (in arabo حضرموت‎?, Ḥaḍramawt) è la regione meridionale della Penisola arabica che si estende a est dello Yemen e che confina a sud con l'Oceano Indiano, a nord con il Rub' al-Khali e a est con l'‘Omān.
Il toponimo sud-arabico locale (hadramita) ḥḍrmt, così come quello sabeo ḥḍrmwt, sembra derivi dalla radice <ḍ-r-m>, che significa "caldo ardente", in cui il suffisso -ōt sembra avere la funzione dell'articolo determinativo.

## Età preislamica
L'Hadramawt è una delle aree in cui maggiormente si sviluppò l'antica cultura sudarabica, unitamente allo Yemen, al Qataban e ad Awsan. In questa area sono rimaste tracce epigrafiche di notevole rilevanza, sebbene non numerose. Tali testimonianze sono importanti per la comprensione della civiltà sudarabica , particolarmente vocata al commercio di spezie e di altre sostanze assai richieste sui mercati mediterranei, mesopotamici e della Persia fin dal II millennio a.C.
Tracce di un antico sviluppo urbano sono state trovate nel centro di Madhāb, presso l'attuale Ḥurayḍa, negli anni trenta dello scorso secolo. Oggetto di particolare attenzione è stata l'antica città di Shabwa.

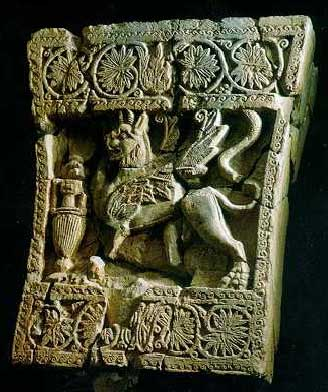
Grifone dal palazzo reale di Shabwa, antica capitale del regno di Ḥaḍramawt, circa 250 d.C. Aden, Museo Nazionale

Il primo sovrano di cui si abbiano tracce epigrafiche è šmr yhr‘š, vocalizzato come Shamir Yur‘ish.
Sorto dopo una lunga serie di guerre, specialmente con il regno sabeo che si estendeva ad occidente, il regno hadramitico non aveva altre risorse a parte la pesca e il commercio di uno dei beni voluttuari più richiesti, l'incenso. Pur essendo buoni navigatori, capaci di sfruttare i monsoni, gli abitanti dello Hadramawt scelsero più decisamente la seconda via, come fecero anche Sabei, Qatabanici, Minei e Awsanici.

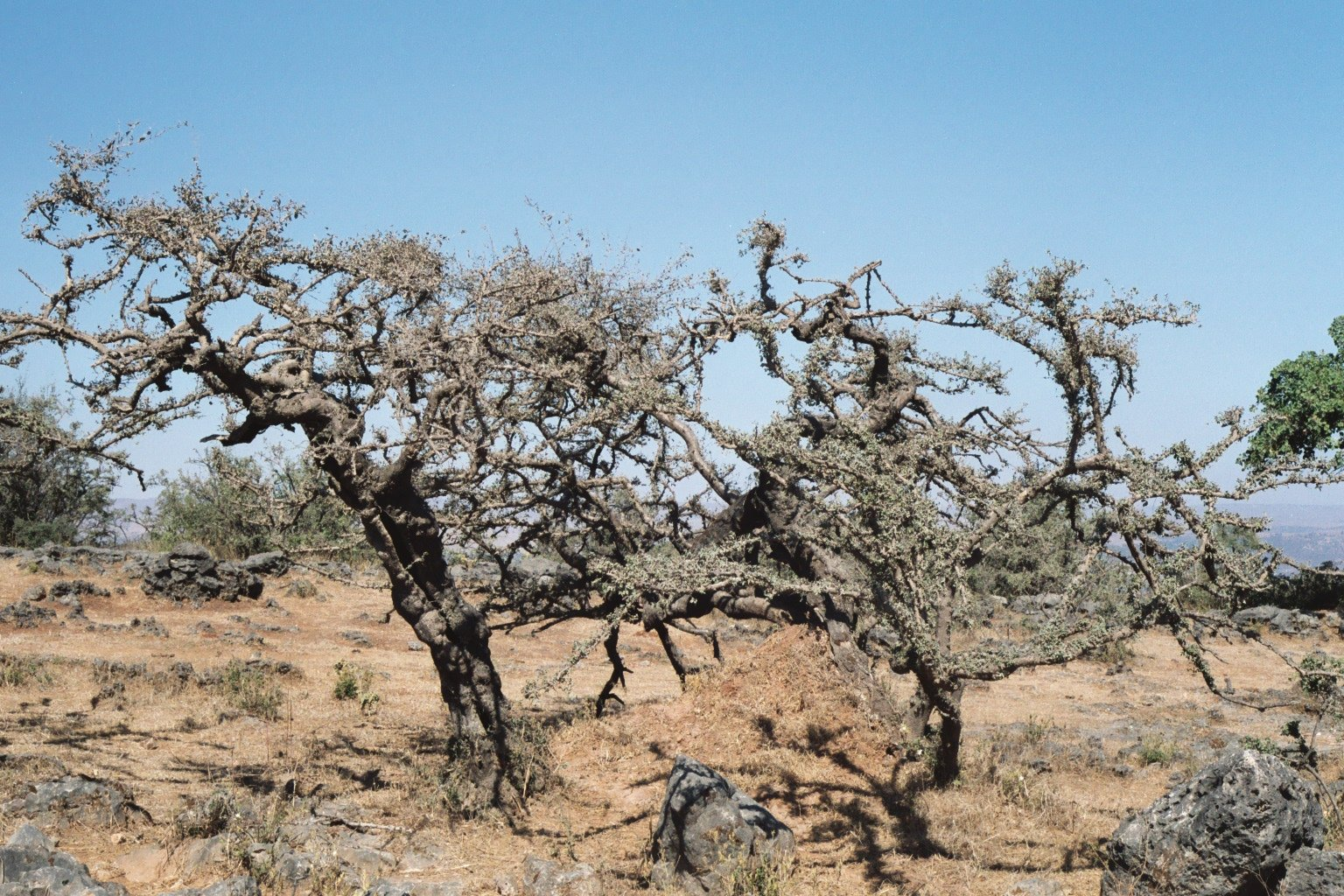
Alberi d'incenso (Dhofar, Oman).

Sembra che nell'Hadramawt il sentimento religioso, per lo più politeistico, ma ruotante intorno ad una divinità della vegetazione, si fosse evoluto, nelle età precedenti l'avvento dell'Islam, verso forme di culto monoteistico e che la divinità da essi adorata fosse chiamata Raḥmān (lett. "Misericordioso"), nome che nel Corano è indicato da Dio come suo nome proprio, unitamente a quello più noto di Allah:
(Cor.XVII:110)
Secondo le fonti islamiche, l'Hadramawt era la regione da cui proveniva la tribù dei B. Kinda, noti per aver creato un'effimera confederazione tribale (fra i loro esponenti si ricorda il padre del noto poeta preislamico Imru l-Qays) che servì forse da riferimento per la primissima Umma islamica.

## Età islamica
L'Hadramawt vide decrescere notevolmente la sua importanza in età islamica.
Il primo governatore musulmano della regione fu Ziyād ibn Labīd al-Ansārī ed è ipotizzabile che questi e i suoi successori dipendessero in qualche modo dal wali di Sanʿāʾ.
L'Hadramawt - come ogni regione periferica - fu luogo ideale per garantire rifugio ai dissidenti politico-religiosi dell'Islam. Già lungo tutto il periodo omayyade, in esso si ha notizia della consistente presenza del Kharigismo di tipo ibadita e forse del loro potere egemonico in buona parte del territorio.
La regione fu conquistata dagli sciiti Sulayhidi yemeniti nel 1047, ma il loro potere fu abbastanza contrastato e, di fatto, assai precario, tanto da obbligare i Sulayhidi ad avvalersi della mediazione dei Banu Zurayʿ.
Nel XII secolo il paese cadde nelle mani degli Ayyubidi, sostituiti nel secolo successivo dai Rasulidi.
Nel XV secolo fu la volta dei Tahiridi e, nel secolo successivo, dei Kathiridi dello Ẓafār e infine dei Banu Yāfiʿi.

## Età contemporanea
A partire dalla prima metà del XIX secolo la zona cadde progressivamente sotto l'influenza dei Britannici, che avevano occupato la vicina Colonia di Aden. Questi siglarono infatti con i potentati locali dei trattati che instaurarono dei protettorati.
Nel XX secolo l'Hadramawt, nel periodo del protettorato britannico, fu governato dai Kathiridi con sede a Sayʾūn e dagli Yāfiʿi con sede invece ad al-Mukallā.
La situazione rimase immutata fino all'accesso dello Yemen (di cui l'Hadramawt faceva parte) alla piena indipendenza, nel 1967.
La capitale, e anche la più popolosa città dell'Hadramawt, è il porto di al-Mukallā, che nel 1994 contava 122.400 abitanti e nel 2003 174.700, mentre la cittadina portuale di al-Shahir è cresciuta da 48.600 abitanti a 69.400 nel medesimo periodo di tempo.